# Sarod
Le sarod (ou sarode) est un instrument de musique à cordes pincées apparu au XIXe siècle au nord de l'Inde et utilisé en musique indienne classique. C'est un luth hybride issu du dhrupad rabâb, un instrument indien ancien et du rabâb afghan. Le nom dérive peut-être du persan sarûd (chanter) car nombre de chanteurs s'accompagnaient ainsi.  

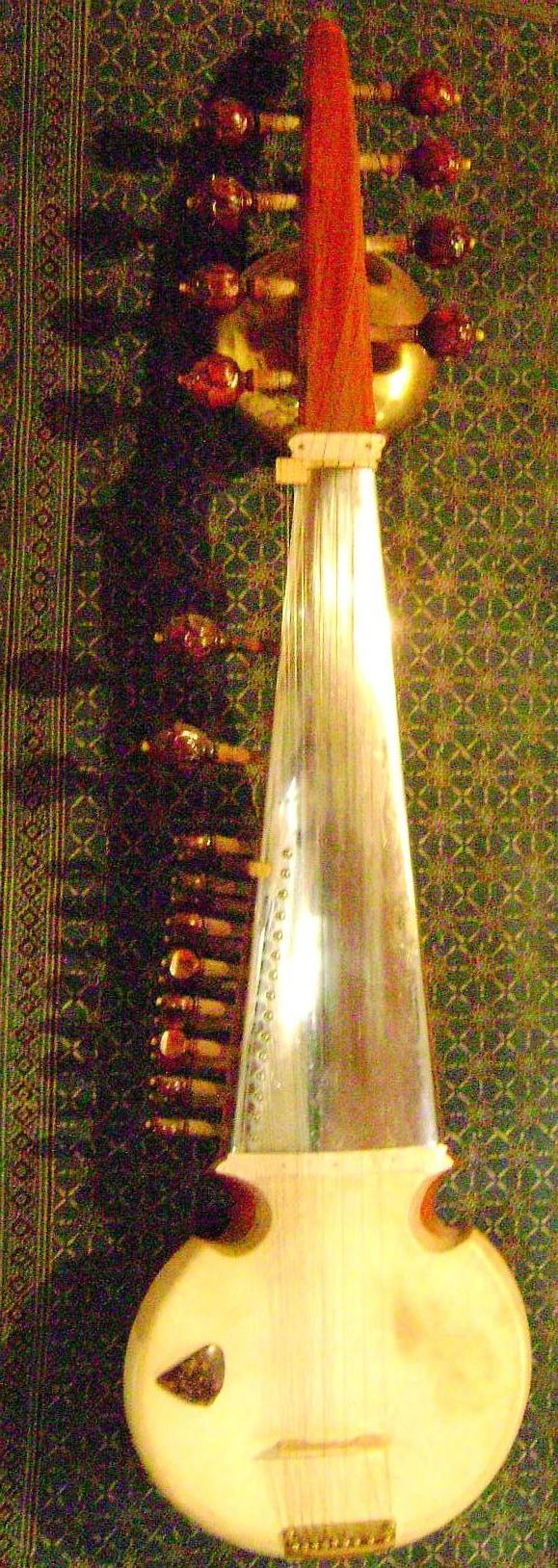
Allauddin khan sarod

## Lutherie
Le grand (110 cm) et lourd corps du sarod est taillé dans un bois massif de teck coupé et évidé, puis recollé. Le manche est creux. La caisse de résonance hémisphérique est recouverte par une peau de chèvre collée. Un grand chevalet (sur pied) en os avec des trous et des sillets y repose, retenu à la base par deux cordelettes. La touche est recouverte par une plaque de métal lisse et brillante, large vers la table et étroite vers le chevillier. Il n'y a aucune frette ni ouïe, mais un résonateur (tumbâ) amovible en bronze (ou en bois) est placé à l'arrière du manche.
Il y a deux sortes de sarod ; bien que de noms similaires, désignant des maîtres musiciens, ces instruments diffèrent par la manière dont ils sont encordés (il existe aussi des petites versions pour les enfants).
- Allauddin Khan sarod :

Cette version, la plus récente (fin XIXe siècle), a été élaborée par Allauddin Khan. Ce sarod a huit chevilles principales, dont quatre pour le jeu mélodique et quatre pour le jeu rythmique (sur un petit chevalet à part). Il a aussi deux cordes de chikari, pour la rythmique rapide. Enfin il a quinze cordes sympathiques pour augmenter la résonance de l'instrument. Soit un total de 25 cordes métalliques (acier et bronze).
- Ghulam Ali Khan sarod :

Cette version, la plus ancienne (XIXe siècle) et la plus proche du rabâb afghan, fut inventée et transmise par Ghulam Ali Khan à son petit-fils Haafiz Ali Khan. Ce sarod n'a que six chevilles principales, dont quatre de jeu, plus les chikari et onze cordes sympathiques, soit un total de 19 cordes. L'instrument légèrement moins long et moins lourd, sans résonateur arrière.

## Jeu
Le sarod se joue avec un petit plectre taillé dans une noix de coco, le javâ, tenu entre le pouce et l'index droits. Le musicien est assis en tailleur par terre (parfois il croise la jambe droite sur le genou gauche), l'instrument reposant sur la cuisse droite, le manche horizontal, dirigé vers la gauche.
Les cordes de jeu sont typiquement accordées : SA-PA-SA-MA (DO-SOL-DO-FA), les chikaris étant à l'octave et les sympathiques accordées selon le râgâ.
On joue tous les râgâs sur le sarod, en déclinant âlâp, jhor et jhâlâ, puis les gats accompagnées aux tablâ ou au pakhawaj. C'est un instrument éminemment complexe du fait de son absence de frette (risque de fausse note) d'une part, et d'autre part du fait que les cordes huilées doivent être pincées par les ongles des doigts de la main gauche, contre la touche en métal, alors qu'elles sont assez hautes (risque de rater la corde ou qu'elle s'échappe ou que le son soit étouffé). Le sarod a été conçu pour un jeu continu en glissando. On ne tire pas les cordes pour les déclinaisons microtonales, mais on y glisse afin de les obtenir.
Cet instrument rivalise avec le sitar dans les concerts indiens, mais il est beaucoup plus sonore.
Il existait il y a peu une version basse, le sursingar et une autre jouée à l'archet.
Écoles ou gharânâs :
Les deux maîtres cités sont les représentants les plus éminents de deux écoles fondées par les descendants de lignées de musiciens de cour : 
- Maihar gharana, fondée par Allauddin Khan. Actuellement, c'est son fils Ali Akbar Khan et son disciple Ravi Shankar qui la représentent.
- Gwalior gharana fondée par Haafiz Ali Khan en mixant les bangash et senia gharanas. Actuellement, c'est son fils Amjad Ali Khan qui la représente.